# Eemeli Piippo
Eemeli Piippo (ur. 3 października 1996 w Oulu) – fiński hokeista.

## Kariera
- Kärpät U16 (2011-2012)
- Kärpät U18 (2012-2014)
  -  Ahmat Haukipudas U17 (2012/2013)
- Kärpät U20 (2014-2015)
- Sport U20 (2015-2017)
  -  Hermes (2017)
- RoKi (2017-2020)
- Ciarko STS Sanok (2020-2022)
- YJK (2022-2023)
- Laser HT (2023-)

Wychowanek klubu Oulun Kärpät w rodzinnym mieście. Grał w jego drużynach juniorskich do 2015, potem w juniorskich zespołach Vaasan Sport. W lutym 2017 został wypożyczony do Hermes w lidze Mestis. W czerwcu 2017 przeszedł do RoKi, gdzie grał przez trzy sezony także w Mestis. W sierpniu 2020 został zaangażowany przez STS Sanok w rozgrywkach Polskiej Hokej Ligi. W maju 2021 przedłużył umowę. Latem 2022 przeszedł do YJK. Od 2023 zawodnik Laser HT.